# Caloplaca ochraceofulva
Caloplaca ochraceofulva är en lavart som först beskrevs av Johannes Müller Argoviensis och som fick sitt nu gällande namn av Antonio Jatta. 
Caloplaca ochraceofulva ingår i släktet orangelavar och familjen Teloschistaceae. Inga underarter finns listade i Catalogue of Life.